# جيفري دونوفان
جيفري دونوفان (بالإنجليزية: Jeffrey Donovan)‏ هو ممثل أمريكي من (مواليد 11 مايو 1968) في ولاية ماساتشوستس. لعب دور جاك في في فلم الرعب الدموي انقراض، ولعب دور البطولة في أفلام مثل عقبة، يؤمنون بي، ولعب روبرت كينيدي في كلينت ايستوود إدغار (2011) وكان له دور متكرر في الموسم الثاني من المسلسل التلفزيوني فارغو (2015).

## الحياة الشخصية
ولد جيفري في مدينة أميسوري في ماساتشوستس ولدية اخوان  سين دونوفان، مايكل دونوفان، والدتهم نانسي ماثيوز وكانت العائلة تاعني من الفقر حيث كانت طفولتهم مروعة حيث كانت تعيش العائلة على المساعدات الاجتماعية والحكومية ثم لتحق دونوفان بمدرسة أميسبوري الثانوية وكانت معلمة تدعا باتريشيا تساعد دونوفان وتقوم بتقديم بعض الادوار المسرحية في نادي الدراما وبعدها حصل على منحة واسطاع المشاركة في برامج الصيفي الذي مهد طريقة إلى التمثل. ودخل جامعة ماساتشوستس وتخرج بدرجة بكالوريوس الآداب في الدراما. وبينما كان دونوفان في جامعة كان سائق حافلة.

## ابرز الأعمال
- Shot Caller 2016
- 2016 LBJ
- انقراض 2015
- 2015 SICARIO
- J. Edgar 2015
- Changeling 2008
- 2007 Hindsight
- 2006 Believe in Me
- Come Early Morning 2006
- Hitch 2005
- وغيرها الكثير

## روابط خارجية
- جيفري دونوفان على موقع IMDb (الإنجليزية)
- جيفري دونوفان على موقع روتن توميتوز (الإنجليزية)
- جيفري دونوفان على موقع ألو سيني (الفرنسية)
- جيفري دونوفان على موقع أول موفي (الإنجليزية)
- جيفري دونوفان على موقع قاعدة بيانات برودواي على الإنترنت (الإنجليزية)
- جيفري دونوفان على موقع قاعدة بيانات الأفلام السويدية (السويدية)
- جيفري دونوفان على موقع إن إن دي بي (الإنجليزية)
- جيفري دونوفان على موقع قاعدة بيانات الفيلم (الإنجليزية)
- جيفري دونوفان على موقع كينوبويسك (الروسية)